# Mohamed Lemine Ould Guig
Mohamed Lemine Ould Guig es un político de Mauritania que fue primer ministro del país de 1997 a 1998. El 31 de agosto de 2008 fue nombrado Secretario general del Alto Consejo de Estado.
Destacado miembro del Partido Republicano para la Democracia y la Renovación, fue elegido primer ministro con 39 años bajo la presidencia de Maaouya Ould Sid Ahmed Taya y le sustituyó Cheij El Avia Uld Mohamed Khouna. Tras el golpe de Estado de 2008, el presidente de la Junta militar (Alto Consejo de Estado), Mohamed Uld Abdelaziz, lo nombró Secretario general de la misma al tiempo que formó nuevo gobierno.

## Biografía
Guig era originario de Oualata y se formó como abogado. Fue profesor de derecho en la Universidad de Nuakchot en la década de 1990, pero en general era desconocido para los políticos. Guig era director de educación superior y su región era considerada un bastión de la mayoría presidencial. El 18 de diciembre de 1997, fue nombrado primer ministro por el presidente Maaouya Ould Sid'Ahmed Taya poco después de una elección. Guig reemplazó al oficial Sheikh El Avia Ould Mohamed Khouna. En el momento de su nombramiento, Guig tenía 39 años y era el primer ministro más joven del mundo. Sirvió por 11 meses, Taya lo sacó de su puesto como primer ministro el 16 de noviembre de 1998 y Khouna asumió el cargo. En 2003, Guig fue nombrado Comisionado de Seguridad Alimentaria, en reemplazo de Sidi Mohamed Ould Biye. 
Tras el golpe de Estado de Mauritania en 2008, Guig fue nombrado secretario general por el líder golpista Mohamed Ould Abdel Aziz. En 2014, Guig fue nombrado presidente de la Comisión de la Unión Africana para supervisar las elecciones presidenciales en Egipto, después de lo cual la elección del exgeneral Abdel Fattah el-Sisi sido elegido. El 9 de enero de 2015, Guig fue nombrado inspector general del Estado y se comprometió a combatir la mala gestión y la malversación de bienes públicos. Sin embargo, en junio de 2015, Guig fue nombrado secretario general adjunto de la Liga Árabe para gestionar los asuntos financieros.